# Beleg van Coria (1138)
Het Beleg van Coria was een militaire operatie in 1138 uitgevoerd door de christelijke strijdkrachten van Alfons VII, koning van Castilië en León, om de stad Coria te veroveren op de islamitische Almoraviden, na succesvolle invallen in Zuid-Iberië. De strijd eindigde in een overwinning voor de Almoraviden vanwege de ondoordringbare muren van de stad. Pas in 1142 slaagde Alfons VII om de stad te veroveren.